# Списак српских историчара уметности
На овој страни се налази Списак српских историчара уметности
|  |  |  |  |  |  |  |  |  |  |  |  |  |  |  |  |  |  |  |  |  |  |  |  |  |  |  |  |  |  |

## А
- Даница Абрамовић Росић
- Димитрије Аврамовић (1818 — 1855)
- Катарина Амброзић (1925 — 2003)
- Бранислава Анђелковић Димитријевић (1966)
- Андреј Андрејевић (1935 — 1991)

## Б
- Гордана Бабић-Ђорђевић (1932 — 1993)
- Ото Бихаљи Мерин (1904—1993)
- Коста Богдановић (1930 — 2012)
- Лазар Богдановић (1861-1932)
- Живко Брковић
- Јелена Балевић (1980)

## В
- Мирјана Вајдић Бајић
- Љупка Васиљев
- Павле Васић (1907-1993)
- Жарко Видовић (1921 — 2016)
- Андреј Вујновић
- Бранко Вујовић (1935 — 2017)
- Здравко Вучинић
- Радмила Влатковић

## Г
- Зоран Гаврић
- Драгутин Гостушки (1923 — 1998)
- Гордана Гордић (1939)

## Д
- Динко Давидов (1930-2019)
- Милутин Дедић (1935)
- Јерко Јеша Денегри (1936)
- Александар Дероко (1894-1988)
- Предраг Драгојевић
- Ружа Дрецун

## Ђ
- Драгослав Ђорђевић (1931-1989)
- Зорица Ђорђевић
- Дејан Ђорић
- Зоран Ђукановић (1955)
- Војислав Ј. Ђурић (1925-1996)

## Е
- Весна Етеровић
- Јелена Ердељан

## И
- Вида Илић
- Светлана Исаковић
- Светлана Иванковић Милинковић

## Ј
- Загорка Јанц
- Јевта Јевтовић
- Катарина Јовановић (1869 — 1954)
- Миодраг Јовановић (1932 — 2013)

## К
- Ђорђе Кадијевић (1933)
- Јосип Каракаш
- Милан Кашанин (1895-1981)
- Бранка Кнежевић (1922–2021)
- Миодраг Коларић
- Вања Краут (1929-2012)
- Љиљана Крстић Ћинкул
- Никола Кусовац (1935)

## Л
- Весна Лакићевић Павићевић
- Јованка Лазаревић

## Љ
- Братислав Љубишић (1942-2014)

## М
- Горан Малић (1947)
- Тодор Манојловић (1883 — 1968)
- Светислав Мандић (1921 — 2003)
- Зоран Маневић (1937 — 2019)
- Миодраг Марковић (1962)
- Зоран Маркуш (1925-1996)
- Ђурђина Матић
- Дејан Медаковић (1922 — 2008)
- Мирјана Медић
- Олга Милановић (1931)
- Бранислав Милошевић (1950)
- Нико Милошевић
- Миленко Мисаиловић
- Првослав Митић
- Мирослав Мушић

## Н
- Владанка Недељковић
- Љиљана Николић
- Тања Николић

## П
- Драгана Палавестра
- Милош Павловић
- Момчило Павловић
- Зоран Павловић (1932-2006)
- Владимир Петковић (1874-1956)
- Јован Петровић
- Радмило Петровић
- Дарко Поповић
- Гордана Поповић Васић
- Марко Поповић
- Данијела Пурешевић
- Марија Пушић (1926-2004)

## Р
- Светозар Радојчић (1909-1978)
- Момчило Рајин (1954)
- Нада Ристић
- Слободан Ристић (1942 — 2012)
- Снежана Ристић
- Димитрије Руварац (1842-1931)

## С
- Надежда Савчић
- Аника Сковран
- Димитрије Смоловић
- Момчило Стевановић (1903-1990)
- Љиљана Стошић
- Гојко Суботић (1931)
- Василије Сујић

## Т
- Мирјана Теофановић
- Мирослав Тимотијевић (1950)
- Миланка Тодић
- Биљана Томић
- Лазар Трифуновић (1929-1983)

## Х
- Верена Хан
- Гордана Харашић

## Ч
- Алекса Челебоновић (1917-1987)

## Ш
- Миланка Шапоња
- Лепосава Шелмић (1944-2002)
- Нинослав Шибалић (1939-2004)